# Drain, Oregon
Drain är en stad i Douglas County i Oregon. Vid 2010 års folkräkning hade Drain 1 151 invånare.